# Batalla de Seminara (1503)
La batalla de Seminara del 21 de abril de 1503, librada en el contexto de la  guerra de Nápoles, enfrentó a las tropas francesas de Bérault Stuart d'Aubigny contra las españolas mandadas por Fernando de Andrade, resultando victoriosas estas últimas.

## Contexto
En noviembre de 1500 Luis XII de Francia y Fernando el Católico, de la Corona de Aragón, firmaron el Tratado de Granada, por el que ambos acordaban repartirse el Reino de Nápoles, todavía bajo el reinado de Federico I, a partes iguales.
En 1501, el Ejército francés de Robert Stuart d'Aubigny penetró en Nápoles desde el norte, mientras las fuerzas españolas, bajo el mando del Gran Capitán, Gonzalo Fernández de Córdoba, ocupaban la parte sur. Federico I fue derrocado y su reino dividido entre ambos ocupantes, según lo estipulado en el tratado. Pronto surgieron las disensiones entre franceses y españoles por la posesión de la franja geográfica que separaba sus respectivos territorios, y en junio de 1502 se llegó al enfrentamiento armado entre ambos.
Las fuerzas francesas, más numerosas, se dividieron en dos: el virrey francés de Nápoles, Luis de Armagnac, quedó en Apulia cercando al Gran Capitán en Barletta, mientras D'Aubigny acosaba a las fuerzas españolas de Hugo de Cardona y Manuel de Benavides en Calabria. A principios de abril de 1503 parecía que la paz estuviera próxima, por las gestiones diplomáticas que Felipe el Hermoso, yerno de Fernando el Católico, llevara a cabo con el rey francés, firmando el Tratado de Lyon, pero la negativa del aragonés a ratificar el acuerdo dejó las cosas como estaban.

## La batalla
A mediados de febrero zarpó de Cartagena la armada enviada por el rey Fernando a Nápoles en apoyo del Gran Capitán, dirigida por Luis Portocarrero, con 40 naos, 600 soldados de caballería y 2000 gallegos y asturianos de infantería a bordo. Llegó a 5 de marzo a Mesina, de donde pasaron tres días después a Regio, ya en la península italiana, en mitad de un temporal.  Poco después murió Portocarrero, nombrando a Fernando de Andrade como su sucesor en el mando de las fuerzas españolas.
Enterado D'Aubigny de la llegada de los refuerzos españoles, juntó 200 jinetes y 800 infantes con los que marchó sobre Terranova, que se encontraba defendida por el capitán Alvarado con 100 jinetes y 300 infantes, antes de que fuese socorrida.
Ante la llegada de refuerzos españoles, D'Aubigny levantó el asedio de Terranova y marchó hacia San Martino, mientras Andrade reunía todas sus fuerzas en Seminara. Parlamentando, ambos bandos concertaron entrar en batalla el siguiente viernes, 21 de abril. Hasta entonces D'Aubigny condujo a sus tropas a Gioia Tauro, 10 km al norte.  Fijada la fecha del encuentro, los soldados españoles se amotinaron, rehusando entrar en combate hasta ver satisfechas sus pagas atrasadas;  Hugo de Cardona y el virrey de Sicilia hubieron de darles un anticipo, con lo que el asunto quedó resuelto.
El día señalado se encontraron ambos ejércitos a mitad de camino entre Seminara y Gioia. Antes de la batalla, el francés se puso a parlamentar con Benavides, mientras el grueso español pasaba por el río por otro camino a poco más de 2 kilómetros. Cuando Aubigny se dio cuenta, se movió con gran celeridad, pero los españoles ya habían cruzado y avanzaban contra los franceses en formación compacta y estrecha. Estos, al acelerar el paso se desordenaron, por lo que los españoles pudieron derrotarlos incluso antes de que la retaguardia llegara a involucrarse en el combate. La infantería de D'Aubigny se refugió en un bosque, donde fue aniquilada, y su ejército perdió más de 800 efectivos. Los españoles, por su parte, sufrieron la baja de dos hombres de armas y un artillero y capturaron 600 caballos y 400 acémilas.

## Consecuencias
D'Aubigny sería asediado en el castillo de Angitola, donde se rindió 30 días después; fue conducido como prisionero a Castel Nuovo.
Derrotado el Ejército francés, la provincia de Calabria quedó bajo el control de las fuerzas españolas. Una semana después de este enfrentamiento, el Gran Capitán derrotaría a los franceses en la batalla de Ceriñola, dando un nuevo giro a la guerra, que a partir de ese momento se inclinaría decisivamente a favor de las fuerzas españolas.